# Aglaia (Vorname)
Aglaia ist ein weiblicher Vorname.

## Herkunft und Bedeutung
Der Name ist ein vom altgriechischen Namen Ἀγλαΐα übernommener Vorname. In der griechischen Mythologie ist Aglaia die Göttin der Anmut, siehe Aglaia (Charis). Der Name stammt vom altgriechischen Substantiv ἀγλαΐα (Glanz, Pracht, prunkende Schönheit) ab und ist in Deutschland seit dem 18. Jahrhundert gebräuchlich. Weitere Form: Aglaja.

## Namensträgerinnen
- Aglaja Brix (* 1990), deutsche Schauspielerin und Model
- Aglaia von Enderes (1834–1883), österreichische Autorin
- Aglaja Fjodorowa (* 2004), russische Tennisspielerin
- Aglaia Konrad (* 1960), österreichische Fotografin, Designerin und Hochschullehrerin
- Nastassja Aglaia Nakszynski (* 1961), deutsche Schauspielerin, siehe Nastassja Kinski
- Aglaja Orgeni (1841–1926), ungarische Opernsängerin und Gesangspädagogin
- Aglaja Schilowskaja (* 1993), russische Musicaldarstellerin, Schauspielerin und Sängerin
- Aglaja Schmid (1926–2003), österreichische Schauspielerin
- Aglaja Valentina Stirn (* 1962), deutsche Psychoanalytikerin und Sexualmedizinerin
- Aglaia Szyszkowitz (* 1968), österreichische Schauspielerin
- Aglaja Veteranyi (1962–2002), Schweizer Schriftstellerin und Schauspielerin